# Francisco Bauzá
Francisco Bauzá (7 d'octubre de 1849 - 4 de desembre de 1899) va ser un professor, polític i escriptor uruguaià.
Entre els seus nombrosos estudis hi ha escrits de caràcter social, econòmic, literari, jurídic, pedagògic i històric.
És considerat un membre d'honor de l'Acadèmia Nacional de Lletres de l'Uruguai, tot i que aquesta va ser fundada 44 anys després de la seva mort.

## Biografia
Era fill del coronel independentista Rufino Bauzá. Inicià la seva carrera com a periodista quan era jove, en diversos diaris metropolitans en els quals arribà a ser col·laborador o redactor.

## Activitat com a historiador i periodista
Entre 1880 i 1882 es va editar la seva principal obra Historia de la dominación española en el Uruguay, considerada per molts historiadors com a la major obra sobre història uruguaiana. En ella investiga en la història colonial d'aquest país i el període de 80 anys previs a la Revolució de 1811, i fa una reivindicació de José Gervasio Artigas.
Va ser periodista del diari El Nacional. Entre els seus llibres es troben Estudios Literarios (1885) i Estudios Constitucionales (1887).
Es va oposar a la reforma escolar de José Pedro Varela, criticant els seus aspectes organitzatius, doctrinaris i programàtics. Així mateix, i des de la seva posició de catòlic, va atacar el laïcisme de la proposta. Va impulsar la Societat Catòlica d'Ensenyament Lliure; la mateixa es va fundar el 1882, i va ser presidida pel bisbe Inocencio Yéregui.
Va ser el primer president del Cercle Catòlic d'Obrers, fundat el 21 de juny de 1885.

## Vida política
Va militar al Partit Colorado en files conservadores i clericals. Va ser diputat i senador en diversos períodes, i es va fer cèlebre per la seva eloqüència. Va representar al seu país davant el Brasil com a ministre plenipotenciari. Li van assignar missions diplomàtiques a l'Argentina. Durant el govern de Julio Herrera y Obes va ser ministre de Govern.
El 1893 va ser candidat a la presidència de la República, en els comicis pels quals resultaria elegit Juan Idiarte Borda. És per aquest període de govern que és elegit senador de la República.
Una de les seves últimes activitats polítiques va ser integrar el Consell d'Estat l'any 1898 que havia estat creat per decret pel llavors president Juan Lindolfo Cuestas.

## Obra
- Estudios teórico-prácticos sobre la institución del Banco Nacional (1874)
- Ensayos sobre la formación d'una clase media (1876)
- Historia de la dominación española en el Uruguay (1880 – 1882)
- Estudios literarios (1885)
- Estudios constitucionales (1887)
- Los poetas de la revolución